# Winning Boxing Club
Winning Boxing Club är en boxningsklubb i Malmö som grundades 1994. Klubben har fostrat flera boxare som t.ex. Maria Lindberg, Åsa Sandell, Adrian Granat och Sven Fornling.